# Tell Me, What Is the Bane of Your Life
Tell Me, What Is the Bane of Your Life è un singolo in vinile di Foetus (per l'occasione col nome Phillip And His Foetus Vibrations). Venne pubblicato dalla Self Immolation nel 1982 in edizione limitata. Venne distribuito, infatti, in sole 2 000 copie.

## Track list
1. "Tell Me, What Is the Bane of Your Life"
2. "Mother, I've Killed the Cat"

## Formazione
- J. G. Thirlwell (come Phillip and His Foetus Vibrations) - Performance, produzione